# Рагоня
Раго̀ня (на италиански: Ragogna; на фриулски: Ruvigne, Рувиние) е малко градче и община в Северна Италия, провинция Удине, автономен регион Фриули-Венеция Джулия. Разположено е на 235 m надморска височина. Населението на общината е 3001 души (към 2010 г.).